# Александер Бејн
Александер Бејн (енгл. Alexander Bain; Абердин, 11. јун 1818 − Абердин, 18. септембар 1903) био је шкотски филозоф и учитељ у британској школи емпиризма и истакнута фигура у областима психологије, Лингвистике, логике, етике и едукативне реформе образовања. Основао је Mind, први часопис о психологији и аналитичкој филозофији, и био је водећа фигура у дефинисању и примени научног метода у психологији. Бејн је био Regius Chair професор логике на универзитету у Абердину, где је такође имао професуре у етици и енглеској литератури и два пута је изабран као Лорд Ректор. Бејн је био професор логике, филозофије морала и енглеске књижевности на универзитету у Абердину.

## Младост и школовање
Александер Бејн је Рођен у Абердину. Његов отац био је Џорџ Бејн, ткач и војни ветеран. Његова мајка је била Маргарет Пол. Са једанаест година је напустио школу да ради као ткач. Такође је ишао на часове у похађао предавања на Институту механике у Абердину и у абердинској јавној библиотеци. 1836. је почео да похађа похађати Маришал Колеџ где је потпао под утицај професора математике Џона Крујкшенка, професора хемије Томаса Кларка и професора филозофије о природи Вилијема Најта. При крају својих основних студија постао је колумниста допринео је Westminster Review својим првим чланком названим Electrotype and Daguerreotype који је обљављен у септембру 1840. Ово је био почетак његове сарадње са Џоном Стјуартом Милом која је прерасла у доживотно пријатељство. Додељена му је Плава Трака и Грејева математичка стипендија. Његова каријера на колеџу је била истакнута посебно у менталној филозофији, математици и физици и дипломирао је као Маster of Аrts уз високе почасти. 1841. Бејн је био замена Др. Гленију, професору етике, који због болести није да могао обавља своје академске дужности. Наставио је то да ради три узаступна семестра, током којих је наставио да пише за Westminster, и такође помаже Џону Стјуарту Милу са ревизијом рукописа за његов System of Logic (1842). 1843. допринео је првој рецензији књиге за London и Westminster

## Академска Каријера
Године 1845. постављен је као професор математике и филозофије о природи на Андерсоновом универзитету у Глазгову. Годину дана касније, желећи да прошири своје видике и област рада, дао је отказ и посветио се писању. 1848. се преселио у Лондон да попуни позицију у Министарству здравља, где је радио под Сер Едвином Чедвиком на социјалним друштвеним реформама и постао је истакнути члан интелектуалног круга који укључивао Џорџа Гроута и Џона Стјуарта Мила. 1855. је објавио свој први велики рад, The Senses and the Intellect који је испратио 1859. радом The Emotions and the Will. Ове расправе донеле су га сврстале у круг независних мислилаца. 1860. Британска круна га је поставила на престижну позицију Региус професора логике и енглеске литературе на новофромираном Универзитету у Абердину.

## Лингвистика
До 1858. ни логика ни енглески нису добијали довољно пажње у Абердину, те се Бејн се посветио да поправи те недостатке. Успео је не само да подигне стандард образовања генерално на северу Шкотске, већ и да оснује школу филозофије на Универзитету у Абердину, и да снажно утиче на предавање Енглеске граматике и композиције у Уједињеном Краљевству. Његови покушаји су прво били усмерени ка припремању уџбеника енглеске граматике која су оба објављена 1863, пропраћена књигом Manual of Rethoric 1866, First English Grammar 1872. и Companion to the Higher Grammar 1874. Ови радови су били широки, обимни и наишли су на велико одобравање.

## Филозофија
Бејнови филозофски списи већ објављени, поготово The Senses and the Intellect, били су превише обимни да би се користили у учионици. Због тога је, 1868. објавио Manual of Mental and Moral Science који је био сажета форма његових расправа са много битних додатака. 1870. објавио је рад Logic. Ово је такође било намењено студентима. Иако је било базирано је на раду Џона Стјуарта Мила, постојала је разлика. Затим су дошле две публикације у Интернационалној научној серији под називом Mind and Body (1872) у Education as a Science (1879). Сви ови радови, од уџбеника за енглески па надаље су написане од стране Бејна за време његових двадесет година рада као професора на Универзитету у Абердину. Такође је започео филозофски часопис Mind чији се први број појавио у јануару 1876. под уредништвом бившег ученика Џорџа Крума Робертсона са University College London. Бејн је допринео мноштву важних чланака и дискусија у свом часопису, у ствари, он је и имао највећи допринос све док Робертсон, због лошег здравља, није напустио позицију уредника 1891. и предао ту позицију Џорџу Стауту.

## Психологија
Његов утицај као логичар и лингвиста је велики, али његов највеци утицај почива на његовим радовима о психологији. Са немачким физиологом и компаративним анатомистом Јоханнес Петер Муллер-ом, који је био убеђења да неко не може бити психолог уколико није и физиолог, био је први у Великој Британији током 19. века који је физиологију користио приликом расветљавања менталних стања. Он је творац психофизичког паралелизма који се користи као радна основа код модерних психолога. Његова идеја примене научног метода класификације на псиичке појава даје научни карактер његовом раду, чију вредност појачава његово методичко излагање и његове илустрације.

## Остали радови
Баинова аутобиографија је издата 1904. и садржала је целокупну листу његових радова и последњих тринаест година његовог живота. Даљи радови садрже издања са белешкама Палеиове „Moral Philosophy” (1852), „Education as a Science” (1879), Disertacije o glavnim filozofskim temama (1903). Сарађивао је са Милл-ом у уређивању Џејмс „Phenomena of the Human Mind” (1869). Он је такође написао предговорне белешке за Робертсонове Филозофске рушевине(1894).

## Социјалне реформе
Баин је имао велико интересовање за социјалну правду и развој, и често је био учесник у политичким и друштвеним покретима. Након пензионисања, био је два пута изабран за „Lord Rector” на универзитету Абердин где му је мандат продужен преко три године. Он је био напоран заговорник реформе, посебно на часовима науке, и подржавао увођење цасова савремених језика у наставни план и програм. Штавише, он је као страствени навијач за права студената 1884. на узиверзитету Абердин направио прве кораке ка увођењу студенстског представника на савету. Баин је током целог свог живота био члан одбора аберденске јавне библиотеке и члан школског одбора. Осим тога, писао је радове и држао предавање на Институту за механику у Абердину и радио као секретар њиховог одбора.

## Каснији живот и смрт
Бејн се повукао као професор и наследио га је Wiliam Minto, један од његових најбољих ученика. Међутим, његово интересовање за мишљења и жеља да испуни радну шему скицирану ранијих година ни тада нису престали и остали су и даље довољно јаки. Сходно томе се 1882. појавила Биографија Џејмса Мила коју је прати Џон Стјуарт Мил: „Criticism, with Personal Recollections”. Затим је 1884. изашла збирка чланака и радова од којих се већина појављивала по часописима под називом „Практични есеји”. Томе је следило ново издање „Реторике”(1887, 1888), а заједно са тим и књига „On Teaching English” за коришцење наставницима. 1894. се такође појавило ревидирано издање „The Senses and the Intellect”, његове последње речи у психологији и последњи допринос „Mind”-у.
Два пута се женио, али је остао без деце. Његова последња жеља је била да му на гробу не стоји споменик, већ његове књиге, рекао је, оне ће бити његов споменик. Своје последње године провео је у приватности у Абердин-у, где је и умро 18. септембра 1903.